# Jinabia
Jinabia is een geslacht van rechtvleugeligen uit de familie veldsprinkhanen (Acrididae). De wetenschappelijke naam van dit geslacht is voor het eerst geldig gepubliceerd in 1952 door Uvarov.

## Soorten
Het geslacht Jinabia  is monotypisch en omvat slechts de volgende soort:
- Jinabia thesigeri (Uvarov, 1952)